# 安德烈·贝特洛
安德烈·马塞尔·贝特洛（法語：André Marcel Berthelot，1862年5月20日—1938年6月6日）是法国化学家及政治家马塞兰·贝特洛和索菲·贝特洛的儿子，同时也担任法国塞纳省的议员。
他曾担任法国大百科全书第四卷的秘书长，除此以外也担任法国高等研究应用学院副院长。